# Caterina d'Asburgo (duchessa 1320)
Caterina d'Asburgo (in tedesco Katharina von Habsburg; in francese Catherine d'Autriche, "Caterina d'Austria"; Vienna, 9 febbraio 1320 – Vienna, 28 settembre 1349) era un membro della Casa d'Asburgo.

## Biografia
Era la figlia del duca Leopoldo I d'Asburgo, e di sua moglie, Caterina di Savoia.
I nonni paterni erano Alberto I di Germania ed Elisabetta di Tirolo-Gorizia, una discendente di Enrico II d'Inghilterra, e i nonni materni erano Amedeo V, conte di Savoia e la sua seconda moglie Maria di Brabante.
Quando aveva 6 anni, suo padre morì; Caterina e sua sorella Agnese furono poste sotto la tutela dei loro zii paterni, Federico il Bello e Alberto II, duca d'Austria.

### Primo matrimonio
All'età di 18 anni, Caterina sposò Enguerrand VI di Coucy, un nobile francese. Il contratto di matrimonio fu firmato a Vincennes il 25 novembre 1338 e da questa unione nacque un figlio, Enguerrand VII.
Il 26 agosto 1346, Enguerrand VI fu ucciso nella Battaglia di Crécy, durante la Guerra dei cent'anni: Enguerrand VII succedette a suo padre e in seguito sposò Isabella, la figlia maggiore di Edoardo III d'Inghilterra.

### Secondo matrimonio e morte
Nel febbraio del 1348, Caterina sposò Konrad di Magdeburgo. Non ebbero figli.
La coppia era sposata da poco più di un anno quando Konrad cedette alla morte nera il 25 settembre 1349, Caterina morì tre giorni dopo; fu sepolta a Königsfelden.

## Ascendenza
|                              |                      |                               | Genitori                       |  |  | Nonni |  |  | Bisnonni            |  |  | Trisnonni            |  |
|                              |                      |                               |                                |  |  |       |  |  | Rodolfo I d'Asburgo |  |  | Alberto IV il Saggio |  |
|                              |                      |                               |                                |  |  |       |  |  | Rodolfo I d'Asburgo |  |  | Alberto IV il Saggio |  |
|                              |                      | Edwige di Kyburg              |                                |  |  |       |  |  | Rodolfo I d'Asburgo |  |  |                      |  |
| Alberto I d'Asburgo          |                      |                               |                                |  |  |       |  |  | Rodolfo I d'Asburgo |  |  |                      |  |
|                              |                      | Gertrude di Hohenberg         | Burcardo V di Hohenberg        |  |  |       |  |  |                     |  |  |                      |  |
|                              |                      | Gertrude di Hohenberg         | Burcardo V di Hohenberg        |  |  |       |  |  |                     |  |  |                      |  |
|                              |                      | Gertrude di Hohenberg         | Matilde di Tubinga             |  |  |       |  |  |                     |  |  |                      |  |
| Leopoldo I d'Asburgo         |                      | Gertrude di Hohenberg         |                                |  |  |       |  |  |                     |  |  |                      |  |
|                              |                      | Mainardo II di Tirolo-Gorizia | Mainardo I di Tirolo-Gorizia   |  |  |       |  |  |                     |  |  |                      |  |
|                              |                      | Mainardo II di Tirolo-Gorizia | Mainardo I di Tirolo-Gorizia   |  |  |       |  |  |                     |  |  |                      |  |
|                              |                      | Mainardo II di Tirolo-Gorizia | Adelaide del Tirolo            |  |  |       |  |  |                     |  |  |                      |  |
| Elisabetta di Tirolo-Gorizia |                      | Mainardo II di Tirolo-Gorizia |                                |  |  |       |  |  |                     |  |  |                      |  |
|                              |                      | Elisabetta di Baviera         | Ottone II di Baviera           |  |  |       |  |  |                     |  |  |                      |  |
|                              |                      | Elisabetta di Baviera         | Ottone II di Baviera           |  |  |       |  |  |                     |  |  |                      |  |
|                              |                      | Elisabetta di Baviera         | Agnese del Palatinato          |  |  |       |  |  |                     |  |  |                      |  |
| Caterina d'Asburgo           |                      | Elisabetta di Baviera         |                                |  |  |       |  |  |                     |  |  |                      |  |
|                              | Tommaso II di Savoia | Tommaso I di Savoia           |                                |  |  |       |  |  |                     |  |  |                      |  |
|                              | Tommaso II di Savoia | Tommaso I di Savoia           |                                |  |  |       |  |  |                     |  |  |                      |  |
|                              | Tommaso II di Savoia | Margherita di Ginevra         |                                |  |  |       |  |  |                     |  |  |                      |  |
| Amedeo V di Savoia           | Tommaso II di Savoia |                               |                                |  |  |       |  |  |                     |  |  |                      |  |
|                              |                      | Beatrice Fieschi              | Teodoro III Fieschi di Lavagna |  |  |       |  |  |                     |  |  |                      |  |
|                              |                      | Beatrice Fieschi              | Teodoro III Fieschi di Lavagna |  |  |       |  |  |                     |  |  |                      |  |
|                              |                      | Beatrice Fieschi              | Simona della Volta             |  |  |       |  |  |                     |  |  |                      |  |
| Caterina di Savoia           |                      | Beatrice Fieschi              |                                |  |  |       |  |  |                     |  |  |                      |  |
|                              |                      | Giovanni I di Brabante        | Enrico III di Brabante         |  |  |       |  |  |                     |  |  |                      |  |
|                              |                      | Giovanni I di Brabante        | Enrico III di Brabante         |  |  |       |  |  |                     |  |  |                      |  |
|                              |                      | Giovanni I di Brabante        | Alice di Borgogna              |  |  |       |  |  |                     |  |  |                      |  |
| Maria di Brabante            |                      | Giovanni I di Brabante        |                                |  |  |       |  |  |                     |  |  |                      |  |
|                              |                      | Margherita di Dampierre       | Guido di Dampierre             |  |  |       |  |  |                     |  |  |                      |  |
|                              |                      | Margherita di Dampierre       | Guido di Dampierre             |  |  |       |  |  |                     |  |  |                      |  |
|                              |                      | Margherita di Dampierre       | Matilde di Bethune             |  |  |       |  |  |                     |  |  |                      |  |
|                              |                      | Margherita di Dampierre       |                                |  |  |       |  |  |                     |  |  |                      |  |